# Carl Scarborough
Carl Scarborough (* 3. Juli 1914 in Benton, Illinois; † 30. Mai 1953 in Indianapolis, Indiana) war ein US-amerikanischer Autorennfahrer.

## Karriere
Carl Scarborough begann 1939 Midget- und Sprintcar-Rennen zu bestreiten. 1941 und 1946 gewann er die Meisterschaft der Midget-Cars der Central States Racing Association. 1946 parallel dazu auch die der Sprint-Cars.
Carl Scarborough startete zwischen 1950 und 1953 in drei Rennen der AAA-National-Serie. Bei 13 weiteren Versuchen konnte er sich nicht qualifizieren, sei es aus technischen Gründen oder weil er zu langsam war. 
Zwei seiner drei Starts in der höchsten amerikanischen Motorsportklasse fanden bei den 500 Meilen von Indianapolis statt. 1951 fuhr er die viertbeste Qualifikationszeit, da er sie jedoch am zweiten Qualifikationstag gefahren hatte, durfte er nur von Platz 15 aus ins Rennen gehen. Im Rennen selbst fiel er in Runde 110 mit einem Schaden an der Vorderachse eines Kurtis Kraft 2000-Offenhauser aus.
1953 war er erneut in Indianapolis am Start. Das Rennen ging mit Temperaturen bis zu 45 °C als „heißestes Indy 500“ in die Geschichte ein und endete für Scarborough tragisch. In der 69. Runde musste er seinen Kurtis Kraft an Bob Scott übergeben, nachdem er einen schweren Hitzeschlag erlitten hatte, an dessen Folgen er kurz nach Ende des Rennens im Medical Center verstarb.

## Statistik

### Indy-500-Ergebnisse
| Jahr | Startnr. | Start | Qual (km/h) | Ergebnis | Runden | Führung | Ausfall                                       |
| ---- | -------- | ----- | ----------- | -------- | ------ | ------- | --------------------------------------------- |
| 1951 | 73       | 15    | 218,224     | 18       | 100    | 0       | Hinterachse                                   |
| 1953 | 73       | 19    | 218,739     | 122      | 69     | 0       | Übergabe an Scott, Fahrer starb an Hitzschlag |

| Legende  | Legende            | Legende                                                          |
| Farbe    | Abkürzung          | Bedeutung                                                        |
| -------- | ------------------ | ---------------------------------------------------------------- |
| Gold     | –                  | Sieg                                                             |
| Silber   | –                  | 2. Platz                                                         |
| Bronze   | –                  | 3. Platz                                                         |
| Grün     | –                  | Platzierung in den Punkten                                       |
| Blau     | –                  | Klassifiziert außerhalb der Punkteränge                          |
| Violett  | DNF                | Rennen nicht beendet (did not finish)                            |
| Violett  | NC                 | nicht klassifiziert (not classified)                             |
| Rot      | DNQ                | nicht qualifiziert (did not qualify)                             |
| Rot      | DNPQ               | in Vorqualifikation gescheitert (did not pre-qualify)            |
| Schwarz  | DSQ                | disqualifiziert (disqualified)                                   |
| Weiß     | DNS                | nicht am Start (did not start)                                   |
| Weiß     | WD                 | zurückgezogen (withdrawn)                                        |
| Hellblau | PO                 | nur am Training teilgenommen (practiced only)                    |
| Hellblau | TD                 | Freitags-Testfahrer (test driver)                                |
| ohne     | DNP                | nicht am Training teilgenommen (did not practice)                |
| ohne     | INJ                | verletzt oder krank (injured)                                    |
| ohne     | EX                 | ausgeschlossen (excluded)                                        |
| ohne     | DNA                | nicht erschienen (did not arrive)                                |
| ohne     | C                  | Rennen abgesagt (cancelled)                                      |
| ohne     | keine WM-Teilnahme |                                                                  |
| sonstige | P/fett             | Pole-Position                                                    |
| sonstige | 1/2/3/4/5/6/7/8    | Punktplatzierung im Sprint-/Qualifikationsrennen                 |
| sonstige | SR/kursiv          | Schnellste Rennrunde                                             |
| sonstige | *                  | nicht im Ziel, aufgrund der zurückgelegten Distanz aber gewertet |
| sonstige | ()                 | Streichresultate                                                 |
| sonstige | unterstrichen      | Führender in der Gesamtwertung                                   |